# Рогатинське братство
Рогатинське братство — братство, національно-релігійна громадська організація православних українських, грецьких міщан Рогатина (нині Івано-Франківська область, Україна).

## Відомості

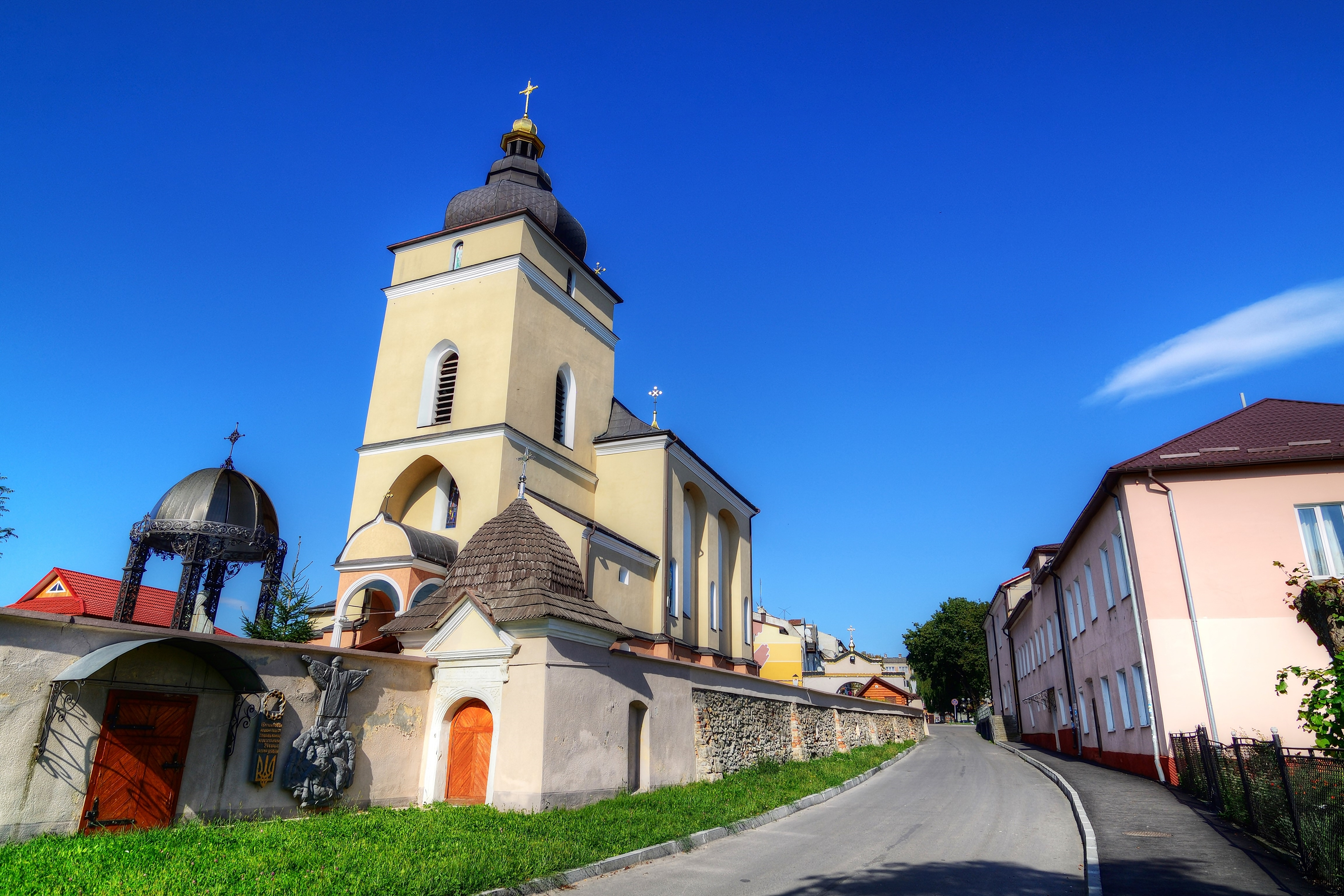

Засноване у 1589 році, діяло при місцевій церкві Різдва Богородиці. Займалося просвітницькою діяльністю: при братстві утворили школу та бібліотеку.
Коштом та зусиллями братства створено унікальний ренесансно-бароковий іконостас місцевої Церкви Святого Духа, що датується 1650 роком та є одним з трьох найстаріших, збережених до нашого часу, іконостасів України.
Федір Грек — відомий діяч братства — ймовірно, був батьком вікарія митрополита Іпатія Потія о. Грековича Антонія